# Taku Harada
Taku Harada (原田 拓 Harada Taku?), född 27 oktober 1982 i Kumamoto prefektur, är en japansk fotbollsspelare.
Harada började sin karriär 2001 i Nagoya Grampus Eight. Efter Nagoya Grampus Eight spelade han för Oita Trinita, Kawasaki Frontale och Roasso Kumamoto. Han avslutade karriären 2014.